# Biserica Apostolică Armeană

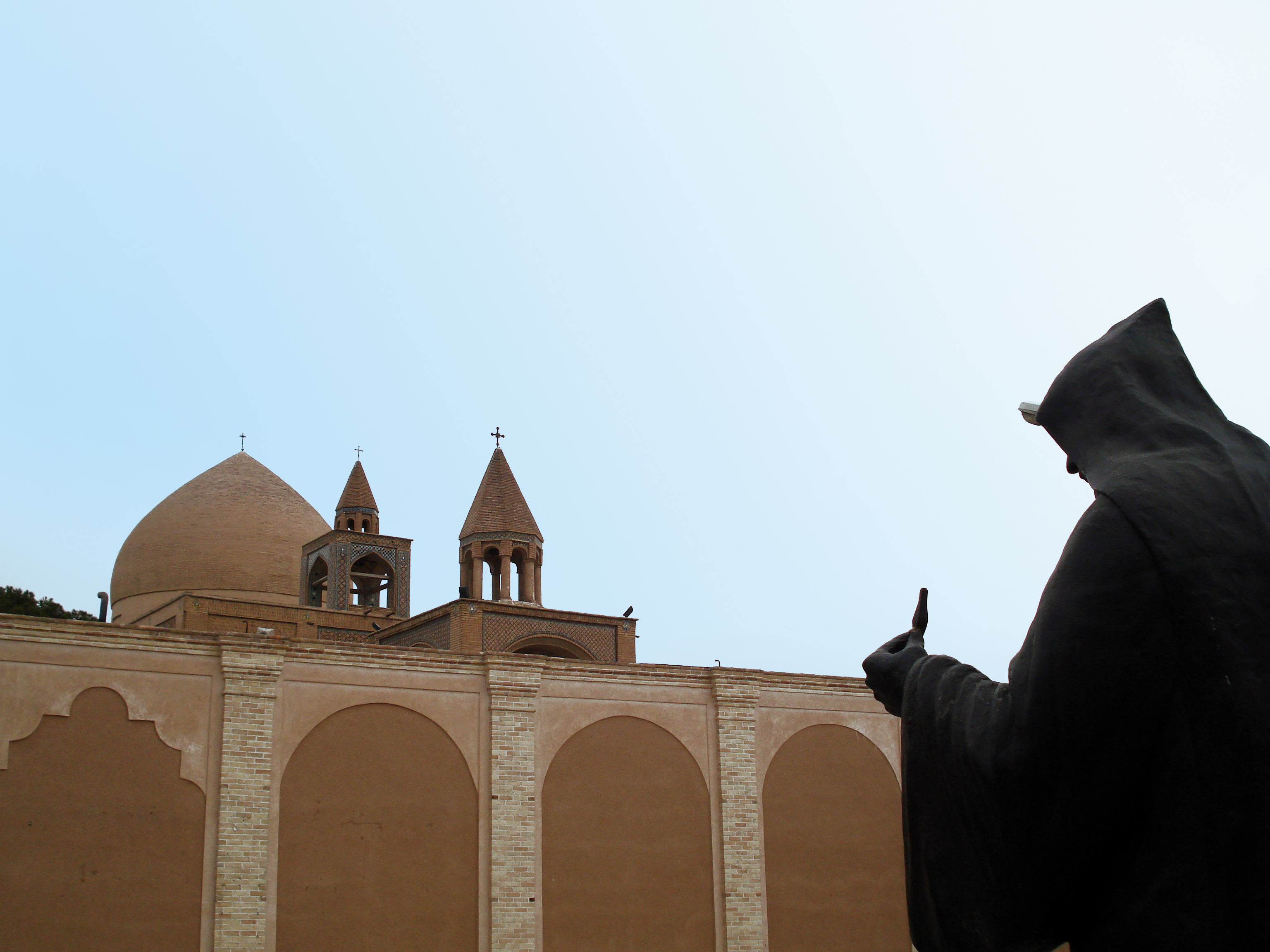
Biserica Armeană din Isfahan, Iran. În dreapta imaginii, statuia unui călugăr armean, cu specifica glugă ascuțită

Biserica Armeană este o biserică apostolică, întrucât tradiția spune că primii creștini care au pășit pe pământul armean au fost Apostolii Bartolomeu și Tadeu. Aceștia sunt numiți "primii luminători ai Armeniei". Despre Tadeu se spune că a plecat spre Armenia în anul 34 d.H., ducând acolo lancea cu care a fost străpuns Hristos, aceasta regăsindu-se astăzi la muzeul catedralei armene din Ecimiadzin. Popor situat inițial în ținutul dintre Munții Caucaz, Marea Caspică  și Marea Neagră, armenii dovedesc cu mândrie că au fost primul stat declarat creștin, în anul 301 d.H., prin regele Tiridates, convertit de eroul legendar al Armeniei, sfântul Grigore Luminătorul.

## Armenii pe teritoriul românesc

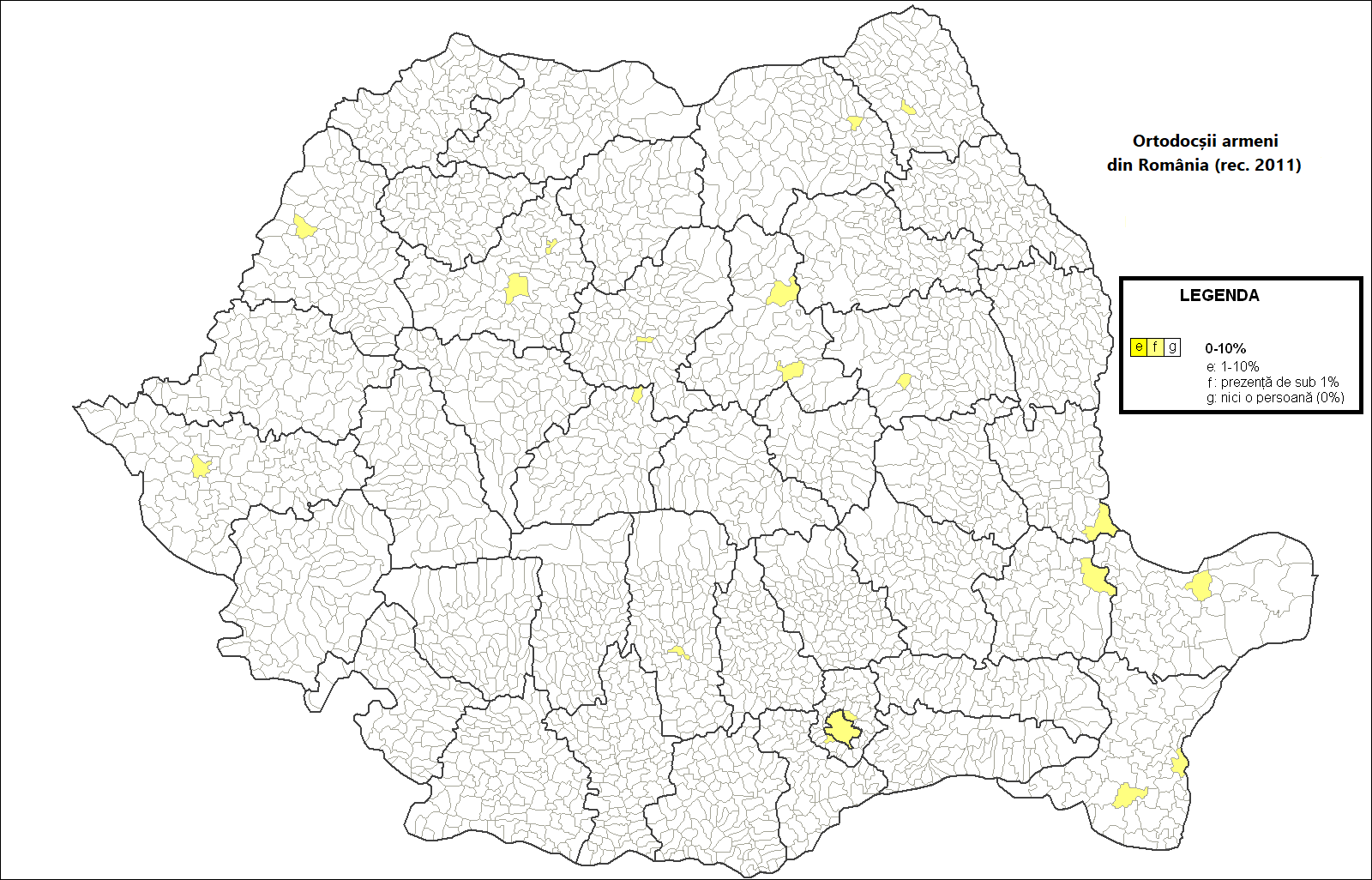
Ortodocșii armeni din România (2011)

Întrucât statul armean nu a rămas unitar multă vreme (începând din 370 d.C. și-a pierdut independența), armenii au fost nevoiți să emigreze în toată lumea, ajungând și pe teritoriile românești. Primele dovezi ale prezenței armene pe pământ românesc sunt din anul 946 d.C., la Cetatea Albă. 
Fiind una dintre cele mai vechi naționalități conlocuitoare, un fapt important se întâmplă în anul 1408, când Alexandru cel Bun emite un hrisov prin care permite fondarea unei episcopii armene în orașul Suceava.
Astăzi, centrul religios al armenilor este la Ecimiadzin. Datorită faptului că diferențele față de credința creștin-ortodoxă sunt minime, relația cu aceasta din urmă este foarte bună. 
Patriarhul Suprem al armenilor de pretutindeni se numește Catolicos (universal). Puțină lume știe că acela care a condus timp de câteva decenii în secolul trecut Biserica Armeană (între 1955 și 1994) era un armean născut în București (România): Patriarhul Suprem și Catolicos Vasken I.
Actualmente, limba în care se slujește în toată lumea, inclusiv în România, este limba armeană literară veche. Recunoscut de statul român în 1928, cultul armean își înființează propria eparhie după câțiva ani. Această eparhie stă sub autoritatea dogmatică și canonică din Ecimiadzin (Armenia), dar are și un grad de autonomie conform legislației românești. Episcopia armeană este condusă de un Arhiepiscop, iar organul colectiv de conducere este Congresul Eparhial.
De-a lungul istoriei, armenii așezați în Transilvania, încă din sec. al XI-lea, s-au unit cu Roma. În România sunt doar câțiva preoți și comunități întrucât, după război, numărul armenilor a scăzut dramatic. La nivel internațional, numărul armenilor este în jurul a opt milioane, dintre care doar trei milioane mai sunt astăzi în Armenia. Migrațiile către România s-au produs în mai multe valuri, ultimele producându-se la sfârșitul secolului al XIX și începutul secolului XX (aceștia poartă numele terminate în "ian" [de fapt "ean", pronunțat ca în limba română], precum Vosganian și provin, în general, din (Turcia).
Una dintre comunitățile cele mai solide de armeni se găsește în SUA, în special în zona orașului Los Angeles. O vorbă care circulă printre armeni spune că "armenii deștepți sunt astăzi în America". 
Fiind un popor care, tradițional, s-a ocupat de mici afaceri de familie, de comerț și de prelucrarea bijuteriilor, armenii din România au reușit să plece în două valuri de emigrații organizate de comuniști. Unii s-au repatriat chiar ajungând (după secole), din nou, în Armenia. Relațiile dintre cele două popoare au fost totdeauna excelente, în pofida faptului că zugravii de la Mănăstirea Voroneț i-au pictat pe armeni în iad, alături de turci. O altă comunitate mult mai mare se află însă în Bulgaria (aprox. 40.000). Cele mai importante comunități de armeni pe pământ românesc au rămas în București și Constanța.

### Una dintre cele mai vechi traduceri ale Bibliei
Deoarece, din motive politice, armenii secolului al V-lea erau obligați să facă slujba în limba greacă, aceasta era tradusă simultan de un grup de "traducători ai liturghiei". Erau oameni școliți în Cezareea care, la un moment dat, au recurs la elaborarea unui alfabet propriu. La scurt timp, aceștia au tradus Biblia și alte cărți importante, rezultând una dintre cele mai bune traduceri. Chiar dacă la ora aceasta nu s-au păstrat originale, ci transcrieri, rezultatul a fost remarcabil.
Viața monahală avea, în mod tradițional pentru armeni, un anume specific: nu oricine era destinat să devină călugăr, ci numai cei proveniți din mediile înstărite. Aceștia aveau misiunea specială de a scrie, de a studia în folosul comunității, toți călugării armeni fiind totodată și preoți. În România s-au păstrat două mănăstiri care au aparținut armenilor, în Suceava: Mănăstirea Zamca și Mănăstirea Hagigadar. Actualmente, mai există în lume foarte puțini călugări armeni, o comunitate fiind cea de la Ierusalim care slujește la locurile sfinte alături de celelalte confesiuni.
Armenii au dat foarte multe personalități de seamă pentru istoria României: Ioan Vodă cel Cumplit (numit și Ioan Vodă Armeanul), Manuc Bei (cel care a construit Hanul bucureștean ce-i poartă numele), Arhimandrit Mitrofor Zareh Baronian, Dumitru Avakian, Ana Aslan, Ștefan Agopian, Bedros Horasangian, David Ohanesian, Harry Tavitian. Garbis Dedeian, Capriel Dedeian, Generalul Iacob Zadik